# 카를루스 타바르스
카를루스 타바르스(포르투갈어: Carlos Tavares, 1958년 8월 14일 ~ )는 포르투갈의 기업인으로, 2021년부터 2024년 12월까지 스텔란티스의 최고경영자(CEO)를 역임하였다. 스페인어로 발음하여 카를로스 타바레스라고도 한다.

## 생애
그는 1958년 리스본에서 태어났고, 1981년 대학 졸업 후 르노의 시험 운전 엔지니어로 입사해 30여 년간 근무했다. 1999년 르노-닛산 얼라이언스 설립을 전후해 경영에 발을 들였고, 2005년 르노 이사회에 합류한 뒤에 2009년 닛산의 미주 지역 총괄자를 거쳐 2011년 최고운영책임자로 취임하였다. 그러나 2013년 블룸버그 통신과의 인터뷰에서 카를로스 곤 회장의 장기 집권에 불만을 표한 직후 르노를 퇴사하였다. 이듬해 실적 부진으로 경영난을 겪고 있던 PSA의 CEO에 발탁되어, 제조와 마케팅 분야를 혁신하여 부임 1년 만에 적자에서 흑자로 전환하는 데 성공하였다.
2019년 PSA와 피아트 크라이슬러 오토모빌스(PCA)가 합병하여 스텔란티스라는 회사를 만들면서 스텔란티스 CEO로 재임하다, 2024년 12월 사임하였다.

## 같이 보기
- 스텔란티스